# Вальєхера-де-Ріофріо
Вальєхера-де-Ріофріо (ісп. Vallejera de Riofrío) — муніципалітет в Іспанії, у складі автономної спільноти Кастилія-і-Леон, у провінції Саламанка. Населення — 69 осіб (2010).
Муніципалітет розташований на відстані близько 170 км на захід від Мадрида, 60 км на південь від Саламанки.

## Демографія
Динаміка населення (INE ):

## Зовнішні посилання
- Провінційна рада Саламанки: індекс муніципалітетів [Архівовано 23 квітня 2009 у Wayback Machine.]
- Посилання на Google Maps